# レニンゴル地区
レニンゴル地区（レニンゴルちく、オセット語: Ленингоры район）は、ジョージアから事実上独立した「南オセチア共和国」の東部に位置する地区。面積は1011平方キロメートルで、レニンゴルを主都とする。下位にはさらに8の村議会を持つ。2008年11月の時点で、人口の80パーセントがグルジア人、20パーセントがオセット人となっていた。